# Karl Starbäck
Karl Starbäck (en el parlamento llamado Starbäck i Hudiksvall 1902-1905, Starbäck i Gävle 1906-1914 y Starbäck i Stockholm 1921-1924) (Norrköping, 26 de diciembre de 1863 - Estocolmo, 30 de septiembre de 1931) fue un botánico, miembro del Parlamento (liberal, y más tarde conservador) y micólogo sueco.

## Biografía
Hijo de Carl Georg Starbäck. En 1894 obtuvo el doctorado por la Universidad de Upsala, donde fue profesor asociado de botánica 1895 - 1896. Y profesor de la Escuela superior pública en Hudiksvall de 1897 a 1902 y profesor de historia natural y química en la Escuela superior pública en Gävle de 1902 a 1928.
Hasta 1910, fue activo en el movimiento liberal, incluso como miembro de la Asociación liberal de Síndicos hasta 1917. También fue parlamentario en la 2ª cámara parlamentaria por el Partido Liberal de 1902 a 1914. Entre 1902 a 1905, representó a las Circunscripciones de Östersund y Hudiksvall, de 1906 a 1911 de las circunscripciones de Gävle y de 1912 a 1914 en la circunscripción Gästriklands.
Dejó a los liberales a favor de la derecha y volvió a la segunda cámara como miembro del Partido Agrario y de castillos de 1921 a 1924, y desde 1921 en la segunda circunscripción de Estocolmo y de 1922 a 1924 en la circunscripción de Estocolmo. En el Parlamento, fue miembro del Comité Estatal de 1907 a 1914 y vicepresidente en otros Comités Especiales en 1911. Como político trabajó con problemas de conservación.
También publicó una serie de trabajos botánicos, especialmente hongos.

## Algunas publicaciones
- 1889. Ascomyceter från Øland och Östergötland. Bihang till Kungliga Svenska Vetenskaps-Akademiens Handlingar 15 (3 [2]): 1-28, tab.
- 1893. Sphaeriaceae imperfecte cognitae. Botaniska Notiser 1893: 25-31.
- 1894. Studier i Elias Fries’ svampherbarium. I. Sphaeriaceae imperfecte cognitae. Bihang till Kungliga Svenska Vetenskaps-Akademiens Handlingar Stockholm 19 (3, 2): 114 p. tab.
- 1895. Discomyceten Studien. Bihang till Kungliga Svenska Vetenskaps-Akademiens Handlingar 21 (3, 5): 42 p. 2 tabs.
- 1898. Nøagra märkligare skandinaviska ascomycetfynd, 219 p.
- 1899. Ascomyceten der ersten Regnell’schen Expedition. I. Bihang till Kungliga Svenska Vetenskaps-Akademiens Handlingar 25 (Afd. 3, no. 1): 1-68.
- 1899. Ascomyceten der Ersten Regnellschen Espedition. Bihang till Kungliga Svenska Vetenskaps-Akademiens Handlingar Afd. 3 25 (1): 1-68.
- 1900. Sphæriaceæ imperfecte cognitæ: Föregående meddelande, 7 p.
- 1901. Ascomyceten der ersten Regnell’schen Expedition. II. Bihang till Kungliga Svenska Vetenskaps-Akademiens Handlingar Afd. 3 27 (9): 26 p.
- 1904. Ascomyceten der ersten Regnell’schen Expedition. III. Arkiv för Botanik 2 (5): 22 p.
- 1905. Ascomyceten der Schwedischen Chaco-Cordilleren-Expedition. Arkiv för Botanik 5 (7): 1-35, tab.
- 1908. Skogsundervisningens ändamålsenliga ordnande enligt de tillkallade sakkunnigas förslag
- 1909. Naturskydd, v. 18 of Skogsvårdsföreningens folkskrifter, 32 p.
- 1911. Inför valet. Ed. Ljus, 96 p.
- 1915. Naturskydd och industri: Två föredrag. Con H. Conwentz. Ed. 	Centraltr. 40 p.
- 1917. Politikens förfall: Föredrag i Gävle 30 juli 1917. Ed. Södra Norrlands tr.-a.-b. 30 p.
- 1922. Ur de Djurfångande växternas liv, v. 97 de Studentföreningen Verdandis småskrifter. 2ª ed. de Bonnier, 32 p.
- 1925. Naturskydd i Sverige: Handbok för skola och hem. Con Thor Högdahl. Ed. Norstedt, 277 p.